# فریتز فورست
فریتز فورست (انگلیسی: Fritz Fürst؛ ۳ ژوئیه ۱۸۹۱ – ۸ ژوئن ۱۹۵۴) بازیکن فوتبال اهل آلمان بود.
از باشگاه‌هایی که در آن بازی کرده‌است می‌توان به باشگاه فوتبال بایرن مونیخ اشاره کرد.
وی همچنین در تیم ملی فوتبال آلمان بازی کرده‌است.